# Coupe d'Irlande féminine de football
 (novembre 2016).
La Coupe d'Irlande féminine de football (Football Association of Ireland Women's Cup) est une compétition féminine de football. La compétition est organisée, comme le championnat d'Irlande féminin de football par la FAI. 

## Histoire
Les premiers temps de la Coupe d'Irlande féminine sont incertains. Les sources sont très rares et empêchent de dresser un historique précis jusqu'en 1989.
Deux articles parus dans le Kilkenny People suggèrent qu'Evergreen, un club de Kilkenny, a battu Avengers, un club de Dublin, en finale en 1973,. 
Deux articles parus en 1974 dans l'Irish Independent et le Sunday Independent rapportent qu'Anne O'Brien a remporté la Drumcondra Cup avec les All-Stars, un club de Dublin, en 1972,. Un article paru en 1985 dans le Munster Express, à l'occasion du 20e anniversaire de Benfica, affirme que le club a participé pour la première fois à une coupe nationale dès 1968.

## La compétition
La compétition se déroule sur le format d'une élimination directe en cinq tours successifs. Il y a un 1er et un 2e tour suivi des quarts de finale, des demi-finales et de la finale. Toutes les rencontres se disputent en une manche.

## Palmarès
| Saison | Vainqueur                                     | Score           | Finaliste                            | Stade            |
| ------ | --------------------------------------------- | --------------- | ------------------------------------ | ---------------- |
| 1989   | Benfica Women's Soccer Club                   | 4-2 a. p.       | Rathfarnham United                   |                  |
| 1990   | Rathfarnham United                            |                 | Boyne Rovers                         |                  |
| 1991   | Rathfarnham United                            |                 | Belvedere Football Club              |                  |
| 1992   | Welsox                                        |                 | Benfica Women's Soccer Club          |                  |
| 1993   | Benfica Women's Soccer Club                   | 0-1 3-0         | College Corinthians                  |                  |
| 1994   | Welsox                                        |                 | Verona FC                            |                  |
| 1995   | Rathfarnham United                            |                 | College Corinthians                  |                  |
| 1996   | Castle Rovers                                 |                 | O'Connell Chics                      |                  |
| 1997   | Shamrock Rovers Ladies Football Club          | 4-0             | Shelbourne LFC                       |                  |
| 1998   | Shamrock Rovers                               |                 | Listowel Celtic                      |                  |
| 1999   | Shamrock Rovers                               | 2-0             | Shelbourne LFC                       |                  |
| 2000   | Shamrock Rovers                               |                 | Bealnamulla                          |                  |
| 2001   | Shamrock Rovers                               |                 | St. Catherine's Ladies Football Club |                  |
| 2002   | University College Dublin                     | 2-1             | Shamrock Rovers                      |                  |
| 2003   | University College Dublin                     | 2-0             | Lifford                              | Richmond Park    |
| 2004   | University College Dublin                     | 4-1             | Dundalk City                         | Lansdowne Road   |
| 2005   | Dundalk City                                  | 1-0             | Peamount United                      | Lansdowne Road   |
| 2006   | Mayo Women's League                           | 1-0             | UCD                                  | Richmond Park    |
| 2007   | Galway Ladies League                          | 1-0             | Raheny United                        | Dalymount Park   |
| 2008   | St. Francis Football Club                     | 2-1             | Peamount United                      | Richmond Park    |
| 2009   | St. Francis Football Club                     | 1-0             | St. Catherine's Ladies Football Club | Richmond Park    |
| 2010   | Peamount United (1)                           | 4-2             | Salthill Devon                       | Tolka Park       |
| 2011   | St. Catherine's Ladies Football Club          | 3-1             | Wilton United                        | Turner's Cross   |
| 2012   | Raheny United (1)                             | 2-1             | Peamount United                      | Dalymount Park   |
| 2013   | Raheny United (2)                             | 3-2 a. p.       | Peamount United                      | Dalymount Park   |
| 2014   | Raheny United (3)                             | 2-1 a. p.       | UCD Waves                            | Aviva Stadium    |
| 2015   | Wexford Youths Women's Football Club (1)      | 2-2 t. a. b.    | Shelbourne Ladies Football Club      | Aviva Stadium    |
| 2016   | Shelbourne Ladies Football Club               | 5-0             | Wexford Youths Women's AFC           | Aviva Stadium    |
| 2017   | Cork Women's Football Club                    | 1-0             | UCD Waves                            | Aviva Stadium    |
| 2018   | Wexford Youths WFC (2)                        | 1-0             | Peamount United                      | Aviva Stadium    |
| 2019   | Wexford Youths WFC (3)                        | 3-2             | Peamount United                      | Aviva Stadium    |
| 2020   | Peamount United (2)                           | 6-0             | Cork Women's C                       | Tallaght Stadium |
| 2021   | Wexford Youths WFC (4)                        | 3-1             | Shelbourne Ladies Football Club      | Tallaght Stadium |
| 2022   | Shelbourne Ladies Football Club               | 2-0             | Athlone Town Ladies                  | Tolka Park       |
| 2023   | Athlone Town Association Football Club Ladies | 2-2 t. a. b.4-3 | Shelbourne Ladies Football Club      | Tallaght Stadium |
| 2024   | Shelbourne Ladies Football Club               | 6-1             | Athlone Town Ladies                  | Tallaght Stadium |

## Bilan par clubs
- 6 victoires : Shamrock Rovers Ladies Football Club/Castle Rovers.
- 5 victoires : Shelbourne Ladies Football Club (ex-Welsox),
- 4 victoires : Wexford Youths Women's Football Club.
- 3 victoires : Rathfarnham United, University College Dublin, Raheny United
- 2 victoires : Benfica Women's Soccer Club, St. Francis Football Club, Peamount United Football Club,
- 1 victoire : St. Catherine's Ladies football Club,  Dundalk, Mayo, Galway LL, Cork Women's Football Club, Athlone Town Ladies